# 蘿球社！
《蘿球社！》是電擊文庫（ASCII Media Works）出版的輕小說，也是第15回電擊小說大獎的銀獎得獎作品。作者是蒼山探，插圖畫師是。繁體中文版由台灣角川代理。
原标题是由「籃球」（籠球（ろうきゅう））和「休社」（休部（きゅうぶ））而來的。已有3部改編漫畫，分別是《蘿球社！》、《蘿球社！四格漫畫》及。第1季和第2季電視動畫分別於2011年和2013年播放。PSP遊戲於2011年10月27日和2013年6月20日發售。

## 故事
本作的男主角长谷川昴是一名热爱篮球却因为某个事件而停止社团活动的高中生，在心灰意冷之际成了小学女子篮球社的教练。作品主要是讲述长谷川昴与小学女子篮球社的五名性格各异的女孩之间发生的既萌又燃充满活力的故事。
第2季沿着小说后面的内容继续下去，昴初中时代的对手，以及慧心小学的另一支新女篮队伍都在第2季中出现。

## 出版書籍

### 小說版
| 卷數 | 卷數       | 日文版                 | 發售日期       | 中文版                 | 發售日期       | 備註   |
| ---- | ---------- | ---------------------- | -------------- | ---------------------- | -------------- | ------ |
| 1    | 蘿球社！   | ISBN 978-4-04-867520-8 | 2009年2月10日  | ISBN 978-986-237-274-6 | 2009年10月17日 |        |
| 2    | 蘿球社！2  | ISBN 978-4-04-867842-1 | 2009年6月10日  | ISBN 978-986-237-413-9 | 2009年12月24日 |        |
| 3    | 蘿球社！3  | ISBN 978-4-04-868076-9 | 2009年10月10日 | ISBN 978-986-237-612-6 | 2010年4月30日  |        |
| 4    | 蘿球社！4  | ISBN 978-4-04-868329-6 | 2010年2月10日  | ISBN 978-986-237-789-5 | 2010年8月10日  |        |
| 5    | 蘿球社！5  | ISBN 978-4-04-868598-6 | 2010年6月10日  | ISBN 978-986-237-911-0 | 2010年11月23日 |        |
| 6    | 蘿球社！6  | ISBN 978-4-04-868924-3 | 2010年10月7日  | ISBN 978-986-287-072-3 | 2011年3月31日  | 短篇集 |
| 7    | 蘿球社！7  | ISBN 978-4-04-870273-7 | 2011年2月10日  | ISBN 978-986-287-240-6 | 2011年8月11日  |        |
| 8    | 蘿球社！8  | ISBN 978-4-04-870592-9 | 2011年7月10日  | ISBN 978-986-287-491-2 | 2012年2月3日   |        |
| 9    | 蘿球社！9  | ISBN 978-4-04-870963-7 | 2011年10月10日 | ISBN 978-986-287-752-4 | 2012年7月27日  |        |
| 10   | 蘿球社！10 | ISBN 978-4-04-886346-9 | 2012年2月10日  | ISBN 978-986-287-971-9 | 2012年10月26日 | 短篇集 |
| 11   | 蘿球社！11 | ISBN 978-4-04-886987-4 | 2012年10月10日 | ISBN 978-986-325-447-8 | 2013年8月16日  |        |
| 12   | 蘿球社！12 | ISBN 978-4-04-891411-6 | 2013年2月10日  | ISBN 978-986-325-638-0 | 2013年11月14日 |        |
| 13   | 蘿球社！13 | ISBN 978-4-04-891795-7 | 2013年7月10日  | ISBN 978-986-325-758-5 | 2014年1月15日  |        |
| 14   | 蘿球社！14 | ISBN 978-4-04-866415-8 | 2014年3月8日   | ISBN 978-986-366-471-0 | 2015年5月27日  | 短篇集 |
| 15   | 蘿球社！15 | ISBN 978-4-04-865192-9 | 2015年7月10日  | ISBN 978-986-473-005-6 | 2016年3月24日  |        |

#### 雜誌連載
電擊文庫MAGAZINE（ASCII Media Works發售）
| 日文篇名 | 日文篇名 | 中文篇名                   | 刊登雜誌                                | 發行日         | 備註       |
| -------- | -------- | -------------------------- | --------------------------------------- | -------------- | ---------- |
| 1        |          | 智花的草莓聖代             | 電擊文庫MAGAZINE Vol.8（2009年7月號）   | 2009年6月10日  | 第6集收錄  |
| 2        |          | 愛莉的體格審核員們         | 電擊文庫MAGAZINE Vol.10（2009年11月號） | 2009年10月10日 | 第6集收錄  |
| 3        |          | 早一天生日的紗季           | 電擊文庫MAGAZINE Vol.12（2010年3月號）  | 2010年2月10日  | 第10集收錄 |
| 4        |          | 日向和喜歡體育短褲的老大   | 電撃文庫MAGAZINE Vol.14（2010年7月號）  | 2010年6月10日  | 第10集收錄 |
| 5        |          | 歡迎光臨小帆帆鬼屋！       | 電撃文庫MAGAZINE Vol.16（2010年11月號） | 2010年10月10日 | 第10集收錄 |
| 6        |          | 真帆的逃避行與後續發展－。 | 電撃文庫MAGAZINE Vol.18（2011年3月號）  | 2011年2月10日  | 第10集收錄 |
| 7        |          | 慧心girls·traveling！      | 電撃文庫MAGAZINE Vol.21（2011年9月號）  | 2011年8月10日  | 第14集收錄 |
| 8        |          | 忐忑不安的體育祭           | 電撃文庫MAGAZINE Vol.24（2012年2月號）  | 2012年2月10日  | 第14集收錄 |
| 9        |          | 小孩之國的愛麗絲           | 電擊文庫MAGAZINE Vol.28（2012年10月號） | 2012年10月10日 | 第14集收錄 |
| 10       |          | 小學生與文化祭             | 電擊文庫MAGAZINE Vol.33                 | 2013年8月10日  | 第14集收錄 |

### 漫畫版
《蘿球社！》
たかみ裕紀作畫、以原作為主的日本漫畫作品。原作設定的昴長像公開。2010年10月號至2014年5月號連載於電撃G's magazine（ASCII Media Works發售），之後於2014年6月號開始刊載在雜誌。單行本全12冊。
| 卷數 | 日文版發售日   | ISBN                   | 中文版發售日   | ISBN                   |
| ---- | -------------- | ---------------------- | -------------- | ---------------------- |
| 1    | 2011年4月27日  | ISBN 978-4-04-870479-3 | 2012年10月26日 | ISBN 978-986-325-003-6 |
| 2    | 2011年8月27日  | ISBN 978-4-04-870839-5 | 2012年12月8日  | ISBN 978-986-325-086-9 |
| 3    | 2012年2月27日  | ISBN 978-4-04-886260-8 | 2013年3月27日  | ISBN 978-986-325-216-0 |
| 4    | 2012年8月27日  | ISBN 978-4-04-886262-2 | 2013年3月27日  | ISBN 978-986-325-289-4 |
| 5    | 2013年3月27日  | ISBN 978-4-04-891436-9 | 2013年10月16日 | ISBN 978-986-325-607-6 |
| 6    | 2013年8月27日  | ISBN 978-4-04-891842-8 | 2014年3月22日  | ISBN 978-986-325-873-5 |
| 7    | 2014年3月27日  | ISBN 978-4-04-866382-3 | 2015年5月21日  | ISBN 978-986-366-457-4 |
| 8    | 2014年9月27日  | ISBN 978-4-04-866888-0 | 2016年1月25日  | ISBN 978-986-366-942-5 |
| 9    | 2015年4月27日  | ISBN 978-4-04-865122-6 |                |                        |
| 10   | 2015年11月27日 | ISBN 978-4-04-865466-1 |                |                        |
| 11   | 2016年7月27日  | ISBN 978-4-04-892143-5 |                |                        |
| 12   | 2017年3月27日  | ISBN 978-4-04-892821-2 |                |                        |

《蘿球社！四格漫畫》
三輪フタバ作畫。如標題，為四格漫畫的形式。2011年6月號開始連載於電撃萌王（ASCII Media Works發售）。單行本全2冊。
| 巻數 | 發售日        | ISBN                   |
| ---- | ------------- | ---------------------- |
| 1    | 2012年4月27日 | ISBN 978-4-04-886568-5 |
| 2    | 2013年9月27日 | ISBN 978-4-04-891933-3 |


たかみ裕紀繪製。2012年10月26日開始連載於《電擊G's Festival! COMIC》（ASCII Media Works發售）。單行本全3冊。
| 巻數 | 發售日         | ISBN                   |
| ---- | -------------- | ---------------------- |
| 1    | 2013年8月27日  | ISBN 978-4-04-891843-5 |
| 2    | 2014年9月26日  | ISBN 978-4-04-866892-7 |
| 3    | 2015年10月10日 | ISBN 978-4-04-865465-4 |

## 廣播劇CD
廣播劇CD《蘿球社！》（2011年4月1日發售）MNCA 9047-9048（CD2片組）
- 原作・腳本 - 蒼山サグ
- 插畫 - てぃんくる
- 音響監督 - 明田川仁
- 音響效果 - 中野勝博
- 錄音調整 - 安齋步
- 錄音助手 - 木澤秀昭
- 角色協力 - 松岡超
- 錄音工作室 - STUDIO T&T
- 音響製作擔任 - 八木橋正純
- 音響製作 - マジックカプセル
- 製片人 - 小山直子
- 生產者 - 和田敦
- 製作・發售 - ASCII Media Works

## 電視動畫
2011年3月決定動畫化，於2011年7月1日至9月23日播放第1季電視動畫12集。第二季《蘿球社！SS》於2013年7月5日開播，會在第六話與第七話之間加上《蘿球社！SS 番外篇》播放，內容前半段是OVA《智花的草莓新地》，而後半段則是1-6話的總集篇。

### 製作
- 原作 - 蒼山探
- 角色原案 - てぃんくる
- 總監督 - 草川啟造（第2季）
- 監督 - 草川啟造（第1季）、柳伸亮（第2季）
- 副監督 - 吉田泰三
- 系列構成 - 伊藤美智子
- 角色設定 - 野口孝行
- 美術監督 - 佐藤豪志
- 美術設定 - 成田偉保
- 色彩設計 - 甲斐けいこ（第1季）、鈴木ようこ（第2季）
- 攝影監督 - 佐藤裕司（第1季）、石黑晴嗣（第2季）
- 編輯 - 小峰博美
- 音響監督 - 明田川仁
- 音樂 - 渡邊剛
- 製片人 - 和田敦、藤田敏、福田順
- 企劃 - 川瀨浩平、里見哲朗、小山直子
- 動畫製作人 - バーナムスタジオ
- 動畫製作 - project No.9（1、4、5、8、12話、第2季）、Studio Blanc（2、3、6、7、10、11話）
- 製作
  - 第1季 - TEAM RO-KYU-BU!（Warner Home Video、ASCII Media Works、AT-X、KlockWorx）
  - 第2季 - 「TEAM RO-KYU-BU! SS」

### 主題曲
第1季
片頭曲《SHOOT!》
作詞：KOTOKO，作曲・編曲：八木沼悟志（fripSide），歌：RO-KYU-BU!
片尾曲
作詞、作曲：桃井晴子，歌：RO-KYU-BU!
第2季
片頭曲《Get goal!》
作詞：KOTOKO，作曲・編曲：八木沼悟志（fripSide），歌：RO-KYU-BU!
片尾曲《Rolling! Rolling!》
作詞、作曲：桃井晴子，歌：RO-KYU-BU!
插入曲
《下級生Groove!》（第7話）
作詞：熊野清美，作曲・編曲：大久保薰，歌：慧心學園初等部女子籃球社5年級隊
《SHOOT!》（第11話）
作詞：KOTOKO，作曲・編曲：八木沼悟志（fripSide），歌：RO-KYU-BU!

### 各話列表
| 話數   | 日文標題             | 中文標題                  | 劇本       | 分鏡                      | 演出              | 作畫監督                                                            | 總作畫監督    |
| 第1季  | 第1季                | 第1季                     | 第1季      | 第1季                     | 第1季             | 第1季                                                               | 第1季         |
| ------ | -------------------- | ------------------------- | ---------- | ------------------------- | ----------------- | ------------------------------------------------------------------- | ------------- |
| 第1場  |                      | 小學生來了 耶！耶！耶！   | 伊藤美智子 | 草川啟造                  | 柳伸亮            | 石橋有希子                                                          | 野口孝行      |
| 第2場  |                      | 小小少女的願望            | 伊藤美智子 | 吉田泰三                  | 吉田泰三          | 菊池政芳 佐佐木貴宏                                                 | 佐佐木貴宏    |
| 第3場  |                      | 通往明日的傳球            | 伊藤美智子 | 水野和則                  | 守田藝成          | 飯飼一幸 佐藤友子                                                   | 佐佐木貴宏    |
| 第4場  |                      | 向昴許願                  | 伊藤美智子 | 池添隆博                  | 鈴木芳成          | 尾崎正幸 立中順平                                                   | 野口孝行      |
| 第5場  |                      | 點燃內心之火              | 吉岡孝夫   | 菱川直樹                  | 菱川直樹          | 內野明雄                                                            | 野口孝行      |
| 第6場  |                      | 鐵板大師                  | 吉岡孝夫   | 奧野耕太                  | 奧野耕太          | 星野玲香                                                            | 佐佐木貴宏    |
| 第7場  |                      | 愛上妳的花蕾              | 吉田泰三   | 吉田泰三                  | 吉田泰三          | 飯飼一幸、星野玲香 北村晉哉、森出剛 村上貴之、Kim Yong sik 佐藤玲子 | 佐佐木貴宏    |
| 第8場  |                      | 引導重生的階梯            | 伊藤美智子 | 池添隆博                  | 柳伸亮            | 嘉手苅睦 立中順平                                                   | 野口孝行      |
| 第9場  |                      | 並肩奔向自由              | 伊藤美智子 | 所俊克                    | 石田暢            | 圭司 立中順平                                                       | 野口孝行      |
| 第10場 |                      | 美星的悲劇                | 伊藤美智子 | 小坂春女                  | 小坂春女          | 佐藤麻里那、伊部由起子 本田辰雄、濱津武廣 內田孝                    | 佐佐木貴宏    |
| 第11場 |                      | 五人架起的橋              | 伊藤美智子 | 吉本欣司 夕澄慶英         | 奧野耕太 守田藝成 | 森出剛、松井誠 、淺野勝也                                           | 佐佐木貴宏    |
| 第12場 |                      | 我的夢想是你的夢想        | 伊藤美智子 | 霧島福太                  | 霧島福太          | 田中穰 立中順平                                                     | 野口孝行      |
| OVA    |                      | 智花的草莓聖代            | 伊藤美智子 | 柳伸亮                    | 柳伸亮            | 茂木琢次 原勝德                                                     | 野口孝行      |
| 第2季  |                      |                           |            |                           |                   |                                                                     |               |
| 第1場  |                      | 小學生的世界！            | 伊藤美智子 | 柳伸亮                    | 後信治            | 松下純子、菱沼祐樹                                                  | 野口孝行      |
| 第2場  |                      | 搶跑決鬥！                | 伊藤美智子 | 坂田純一                  | 所俊克            | 松原榮介                                                            | 圭司          |
| 第3場  |                      | 銀河範例                  | 伊藤美智子 | 香川豐                    | 小平麻紀          | 渡邊奏、松山光治                                                    | 野口孝行      |
| 第4場  |                      | 愚蠢之男                  | 平林佐和子 | 吉田泰三                  | 久保太郎          | 武本大介                                                            | 圭司          |
| 第5場  |                      | Overnight Sensation！     | 平林佐和子 | 東出太                    | 東出太            | 今里佳子                                                            | 圭司 野口孝行 |
| 第6場  |                      | 葵的勝利？                | 玉井豪     | 青山弘                    | 室谷靖            | 五十內裕輔                                                          | 野口孝行      |
| 第7場  | Win，Again？         | Win，Again？              | 玉井豪     | 青山弘                    | 高村雄大          | 山口飛鳥、武本大介 今田茜                                           | 圭司          |
| 第8場  | I Wish with you      | I Wish with you           | 平林佐和子 | 吉田泰三                  | 山口賴房          | 片岡千春 針場裕子                                                   | 野口孝行      |
| 第9場  |                      | Don't wanna cry 不想哭泣… | 玉井豪     | 岩崎良明                  | 岩崎良明          | 渡部愛、赤尾良太郎                                                  | 圭司          |
| 第10場 | wanna Be A Gamemaker | wanna Be A Gamemaker      | 伊藤美智子 | 吉田泰三                  | 山本天志          | 五十內裕輔、渡邊奈月 中谷有紀子                                     | 野口孝行      |
| 第11場 | dearests             | dearests                  | 玉井豪     | 相澤伽月                  | 相澤伽月          | 加藤洋人、大河原晴男 竹上貴雄                                       | 圭司          |
| 第12場 |                      | 只要有智花在              | 伊藤美智子 | 吉田泰三、深澤學 草川啟造 | 山內東生雄        | 飯飼一幸、南伸一郎 渡邊奏                                           | 野口孝行      |

### 播放电视台
日本深夜動畫：下文記載的日本国内播放時間使用日本標準時間（UTC+9）表示。因為部分時間标识會採用30小时制，因此請留意这类超过24:00的时间，其實際播放時間為翌日清晨。
| 播放地区 | 播放电视台   | 播放日期                | 播放时间                   | 所属联播网 | 備註       |
| 第1季    | 第1季        | 第1季                   | 第1季                      | 第1季      | 第1季      |
| -------- | ------------ | ----------------------- | -------------------------- | ---------- | ---------- |
| 日本全域 | AT-X         | 2011年7月1日 - 9月23日  | 星期五 23時30分 - 24時00分 | 卫星电视   | 有重播     |
| 神奈川县 | 神奈川电视台 | 2011年7月2日 - 9月24日  | 星期六 24時30分 - 25時00分 | 独立UHF局  |            |
| 千叶县   | 千叶电视台   | 2011年7月3日 - 9月25日  | 星期日 23時30分 - 24時00分 | 独立UHF局  |            |
| 兵库县   | SUN电视台    | 2011年7月4日 - 9月26日  | 星期一 24時00分 - 24時30分 | 独立UHF局  |            |
| 京都府   | KBS京都      | 2011年7月4日 - 9月26日  | 星期一 25時30分 - 26時00分 | 独立UHF局  |            |
| 东京都   | TOKYO MX     | 2011年7月5日 - 9月27日  | 星期二 25時30分 - 26時00分 | 独立UHF局  |            |
| 埼玉县   | 埼玉电视台   | 2011年7月6日 - 9月28日  | 星期三 25時05分 - 25時35分 | 独立UHF局  |            |
| 爱知县   | 爱知电视台   | 2011年7月8日 - 9月30日  | 星期五 26時00分 - 26時30分 | 东京电视网 |            |
| 第2季    |              |                         |                            |            |            |
| 日本全域 | AT-X         | 2013年7月5日 - 9月27日  | 星期五 22時30分 - 23時00分 | 衛星電視   | 有重播     |
| 東京都   | TOKYO MX     | 2013年7月7日 - 9月29日  | 星期日 24時30分 - 25時00分 | 独立UHF局  |            |
| 兵庫縣   | SUN電視台    | 2013年7月7日 - 9月29日  | 星期日 25時00分 - 25時30分 | 独立UHF局  |            |
| 京都府   | KBS京都      | 2013年7月10日 - 10月2日 | 星期三 25時00分 - 25時30分 | 独立UHF局  |            |
| 愛知縣   | 愛知電視台   | 2013年7月13日 - 10月5日 | 星期六 26時00分 - 26時30分 | 東京電視網 |            |
| 日本全域 | BS11         | 2013年7月17日 - 10月9日 | 星期三 24時30分 - 25時00分 | 衛星電視   | ANIME+節目 |

## 「蘿球社！」演唱團體
電視動畫《蘿球社！》由出演聲優五人組成團體（作品中的主要五位女主角），於2011年3月出刊的《聲優Animedia》4月號發表，同年4月發售同誌5月號公布團體名稱「RO-KYU-BU!」，並決定在6月號開始進行企劃連載。然後，在4月時由ASCII Media Works發售的《蘿球社！》廣播劇CD中由少女們所演唱的片頭曲 收入於此（但是團體名並未記載）。
2011年6月1日《蘿球社！》的電視動畫官方網站特別開設了新官方網站「RO-KYU-BU!」，上述五位女性聲優所拍的真人版PV也在此公開。同年10月5日，RO-KYU-BU!發行首張專輯《pure elements》。

### 成員
| 球衣號碼 | 聲優     | 角色     | 花名               | 代表色 |
| -------- | -------- | -------- | ------------------ | ------ |
| 4        | 花澤香菜 | 湊智花   | （Fantastic Four） | 紅     |
| 5        | 井口裕香 | 三澤真帆 | （Cool Five）      | 黃     |
| 6        | 日笠陽子 | 永塚紗季 | （Sixth Sense）    | 藍     |
| 7        | 日高里菜 | 香椎愛莉 | （Lucky Seven）    | 橘     |
| 8        | 小倉唯   | 袴田日向 | （Eight Beat）     | 粉紅   |

### 音樂作品

#### 單曲
| 枚  | 發售日        | 名稱      | 規格編號   | 規格編號   | 最高位 |
| 枚  | 發售日        | 名稱      | 初回限定盤 | 通常盤     | 最高位 |
| --- | ------------- | --------- | ---------- | ---------- | ------ |
| 1st | 2011年8月17日 | SHOOT!    | 1000232057 | 1000232058 | 10位   |
| 2nd | 2013年7月10日 | Get goal! | 1000412330 | 1000412331 | 11位   |

#### 專輯
| 枚  | 發售日        | 名稱          | 規格編號   | 最高位 |
| --- | ------------- | ------------- | ---------- | ------ |
| 1st | 2011年10月5日 | pure elements | 1000232057 | 17位   |
| 2nd | 2013年9月4日  | Dear friends  | 1000412329 | 18位   |

#### 影像作品
| 枚  | 發售日       | 名稱                                       | 規格編號   |
| --- | ------------ | ------------------------------------------ | ---------- |
| 1st | 2013年9月4日 | RO-KYU-BU! LIVE TOUR 2011 -Fantastic Game- | 1000404884 |

#### 商業搭配
| 樂曲              | 商業搭配                               | 時期   |
| ----------------- | -------------------------------------- | ------ |
|                   | 《蘿球社！》印象曲                     | 2011年 |
| SHOOT!            | 電視動畫《蘿球社！》片頭曲             | 2011年 |
|                   | 電視動畫《蘿球社！》片尾曲             | 2011年 |
|                   | PSP GAME《蘿球社！》片頭曲             | 2011年 |
|                   | PSP GAME《蘿球社！遺落物的秘密》片頭曲 | 2013年 |
| Get goal!         | 電視動畫《蘿球社！SS》片頭曲           | 2013年 |
| Rolling! Rolling! | 電視動畫《蘿球社！SS》片尾曲           | 2013年 |

### 現場表演與活動
- 《蘿球社！》&《神的記事本》電視動畫化紀念特別活動（2011年6月26日 日本消防会館）
- Animelo Summer Live 2011 -rainbow-（2011年8月28日 埼玉超級體育館）
- 電撃文庫 秋の祭典2011 蘿球社！ Live&脫口秀（2011年10月2日 秋葉原UDX）
- RO-KYU-BU! LIVE TOUR 2011 -Fantastic Game-（2011年10月23日・11月13日 東京・品川ステラボール、10月30日 大阪・難波Hatch）
- ASCII MEDIA WORKS 20th Anniversary DENGEKI MUSIC LIVE!!（2012年10月21日 幕張展覽館）

### 寫真集
- RO-KYU-BU!寫真集 kiseki（2012年1月26日、ISBN 9784054051584）

## 遊戲
2011年10月27日發售PSP平台遊戲《萝球社！》（發布、銷售 - 角川遊戲；企畫、製作 - ASCII Media Works）；2013年6月20日發售PSP平台遊戲『蘿球社！秘密的失物』（ロウきゅーぶ！ひみつのおとしもの）。2014年3月27日發售PlayStation Vita遊戲『蘿球社！隱秘拍攝』（ロウきゅーぶ！ないしょのシャッターチャンス）。

## 外部連結
- 官方網站（ASCII Media Works） （页面存档备份，存于）（日語）
- 電視動畫第1季官方網站 （页面存档备份，存于）※音量注意（日語）
- 電視動畫第2季官方網站 （页面存档备份，存于）（日語）
- RO-KYU-BU! official website（页面存档备份，存于）※音量注意（日語）
- PSP遊戲官方網站 （页面存档备份，存于）（日語）
- RO-KYU-BU!的X（前Twitter）（日語）
- 《蘿球社！》在視覺小說數據庫的頁面（英文）